# Two Thumb Range
Die Two Thumb Range, in Maori Te Aruhe Pora genannt, ist ein Gebirgszug in der Region Canterbury auf der Südinsel von Neuseeland.

## Geographie
Die über 70 km sich in Nord-Süd-Richtung hinziehende Two Thumb Range befindet sich östlich und nordöstlich des Lake Tekapo und westlich der beiden Flüsse Havelock River und RangitataRiver. Im Norden grenzt der Gebirgszug an die Gletscher der Neuseeländischen Alpen und wird im nördlichen Teil westlich von der Sibbald Range und östlich von der Cloudy Peak Range flankiert. Nach Süden laufen die Höhen, getrennt durch den New Zealand State Highway 8 zu den Rollesby Range und den Albury Range aus. Zwischen der Two Thumb Range und dem Lake Tekapo sind noch die Richmond Range zu finden und etwas weiter nordöstlich auf der Ostseite die Sherwood Range, gefolgt von der Ben McLeod Range und der Sinclair Range.
Zahlreiche Gipfel des Gebirgszugs weisen eine Höhe von über 2000 m auf. Von ihnen ist der The Thumbs mit 2545 m der Höchste. Während an den westlichen Hängen neben dem Coal River und dem Macaulay River zahlreiche Streams den Lake Tekapo füllen und einige südliche Streams dem Grays River ihre Wässer zutragen, entspringt südlich des Mount Musgrave der nach Osten abfließende South Opuha River.
Administrativ zählt die Two Thumb Range zum Mackenzie District und Timaru District.

## Conservation Park
Der komplette nördliche und mittlere Teil der Two Thumb Range sowie rund die Hälfte des südlichen Teils gehören zum Te Kahui Kaupeka Conservation Park und wird vom Department of Conservation verwaltet.